# Walter Arno
Pour les articles homonymes, voir Arno.
Walter Arno, nom d'artiste d'Arno Walter Beckmann (né le 1er novembre 1930 à Stettin, mort le 3 avril 2005 à Seeth-Ekholt) est un peintre et sculpteur allemand.

## Biographie
En 1947, il commence à étudier la peinture à Berlin-Est dans l'École supérieure d'art de Berlin-Weißensee (de). En 1948, il s'installe à Berlin-Ouest à l'Université des arts. À partir de 1949, il est élève de Georg Tappert et à partir de 1953 de Karl Hofer. Tappert lui recommande de rejeter le nom de Beckmann en tant qu'artiste en raison de la proximité avec Max Beckmann, c'est pourquoi il signe désormais Arnó. Après avoir terminé ses études en 1953, il se tourne de plus en plus vers la sculpture. Il travaille d'abord le bois, puis l'acier et plus tard l'acier inoxydable. En 1958, il obtient un poste d'enseignant à la Hochschule für bildende Künste Hamburg et quitte Berlin. En 1962, il démissionne de son poste d'enseignant à Hambourg et crée un atelier à Seeth-Ekholt, près d'Elmshorn.

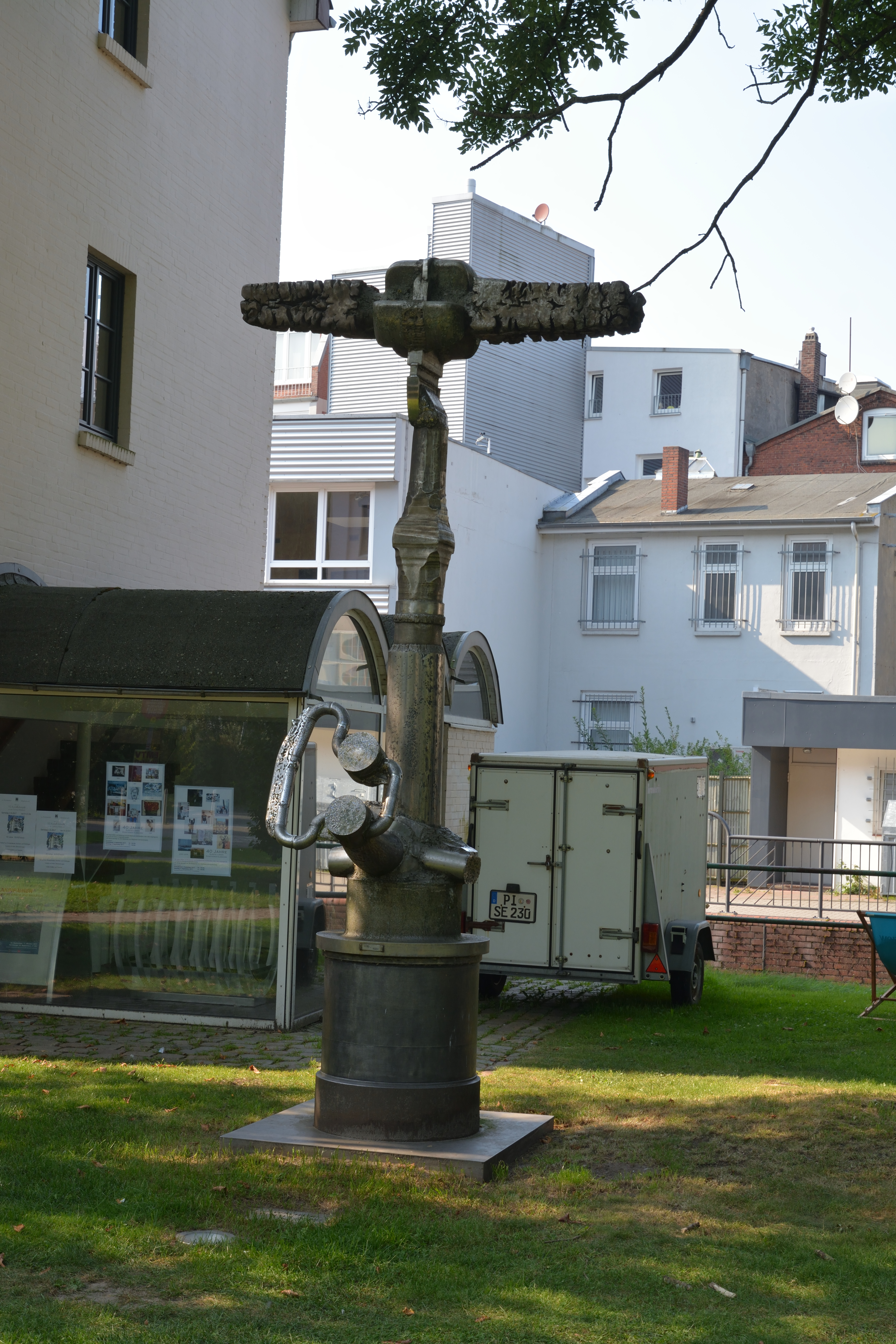
Wächter

En 1965, il commence à travailler avec l'artiste Gerda Stelzer, la collaboration dure jusqu'à sa mort. À partir de 1969, il passe trois ans aux États-Unis. De 1969 à 1970, il est professeur invité de sculpture à l'université de l'Iowa. En 1971, il est professeur invité de sculpture à l'université de Phoenix, en Arizona. Après son retour en 1972, il crée un atelier de sculpteur à Seeth-Ekholt, où il peut produire de grandes sculptures. Outre les œuvres libres qu'il présente régulièrement dans des expositions, il est surtout connu pour ses performances dans l'espace public et sacré, en particulier dans le Schleswig-Holstein, Hambourg et la Basse-Saxe.